# Onthophagus pooensis
Onthophagus pooensis là một loài bọ cánh cứng trong họ Bọ hung (Scarabaeidae).